# Adaptive cruise control

De rode auto 'volgt' de blauwe auto halfautomatisch met een ACC-systeem

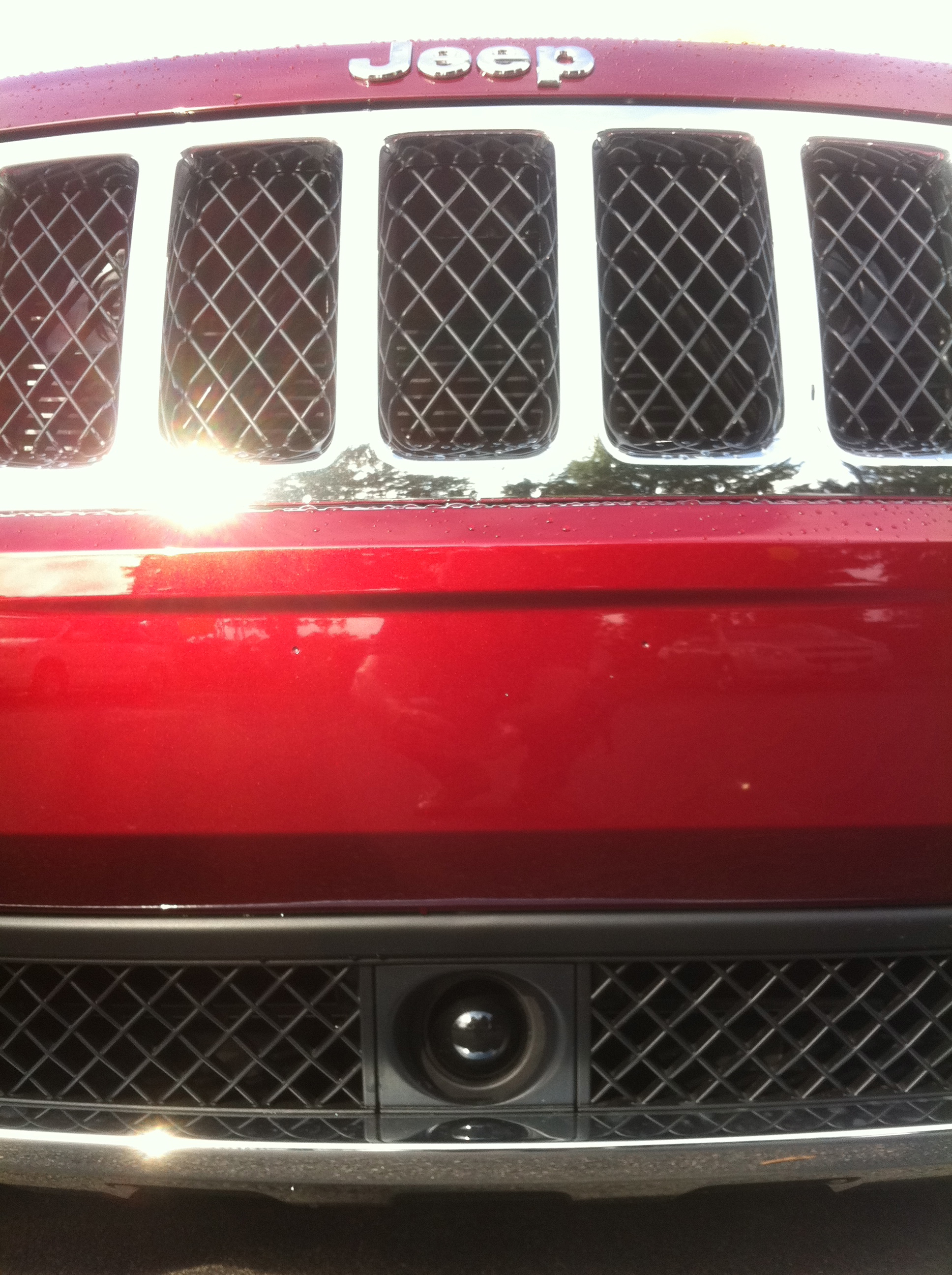
Sensor in een Jeep Grand Cherokee

Adaptive cruise control of (autonomous) intelligent cruise control (afgekort ACC, AICC of ICC), is een systeem dat zonder enige vorm van communicatie met andere voertuigen in staat is om de snelheid en volgafstand van het uitgeruste voertuig te regelen. Het bouwt verder op de reeds bestaande cruisecontrol en is een vorm van 'precrash-systeem' of intelligente snelheidsassistentie.

## Werking
De ondersteuning van de longitudinale rijtaak gebeurt op basis van de gemeten en geschatte tijd, afstand en snelheidsverschil met de voorligger met behulp van een sensor gemonteerd in de voorbumper. Die sensor kan een radar, lidar of lasersensor zijn. Het voertuig zal uit zichzelf afremmen of accelereren naar de ingestelde wenssnelheid, afhankelijk van de rijsnelheid en afstand tot de voorligger.
Bij een ACC-systeem van de eerste generatie met radar had de radar een reikwijdte van ongeveer 150 m en de breedte van het detectieveld was beperkt tot 8°. Bij de tweede generatie zijn deze waarden opgetrokken tot respectievelijk 180 m en 16°. Bij de derde generatie is er al een reikwijdte van 200 m. Een ACC systeem detecteert geen stilstaande objecten/voertuigen. Dit is om te voorkomen dat het systeem bij ieder stilstaand object (bijvoorbeeld een lantaarnpaal of een geparkeerd voertuig aan de kant van de weg) zou gaan afremmen en zo een goede doorstroming van het verkeer onmogelijk zou maken.
Een standaard ACC-systeem heeft een snelheidsbereik van 30 tot 200 km/u. Dat wil zeggen dat onder 30 km/u en boven 200 km/u het ACC systeem niet geactiveerd kan worden. Bij een uitgebreidere versie van ACC, in combinatie met een automaat, wordt ook het bereik van 0 tot 30 km/u meegenomen. Dit is vooral nuttig voor stop&go verkeer zoals files. Dit uitgebreide ACC-systeem kan het voertuig volledig tot stilstand brengen wanneer het voorliggende voertuig stopt en kan het ook automatisch doen volgen wanneer het voorliggende voertuig opnieuw vertrekt.

## Voor- en nadelen
ComfortHet vasthouden van een veilige volgafstand vergt een voortdurende oplettendheid van de bestuurder en is onder bepaalde omstandigheden een inspannende bezigheid. Een ACC neemt deze taak tot op bepaalde hoogte uit handen waardoor autorijden minder inspannend wordt. Dit kan vooral nuttig zijn tijdens langere reizen. Belangrijk is dat de bestuurder te allen tijde kan ingrijpen en het systeem kan uitschakelen.
VeiligheidDaarnaast zal een dergelijk systeem ook de verkeersveiligheid kunnen verbeteren; techniek is onvermoeibaar, raakt niet afgeleid en heeft een veel sneller reactievermogen. Het is niet zo dat ACC ongevallen voorkomt, doordat ACC niet kan anticiperen. Het systeem kijkt niet verder dan het voertuig voor hem. Ook kan het systeem motorfietsen over het hoofd zien blijkt uit onderzoek van de RDW. Ook blijkt uit onderzoek van de ANWB blijkt dat bij 29% van de weggebruikers tijdens het rijden met ACC de aandacht juist afneemt.
DoorstromingDe effecten op de wegcapaciteit zijn echter sterk afhankelijk van de instellingen van het systeem, zoals de minimale gewenste volgtijd, die door de gebruiker kan worden ingesteld binnen de range van mogelijke instellingen die door de fabrikant zijn toegelaten. Schattingen van de mogelijke capaciteitstoename liggen tussen 0 en 25%, afhankelijk van de systeemkarakteristieken en aandeel uitgeruste voertuigen. Echter kan het gebruik van ACC in druk verkeer ook nadelig zijn voor de doorstroming. ACC kan niet anticiperen en kijkt alleen naar het voertuig voor hem. Even het 'gas loslaten'  om een ander voertuig de ruimte te geven is niet mogelijk tijdens het gebruik van ACC. Het gebruik kan tijdens drukte leiden tot spookfiles door het remgedrag. De SWOV raadt in een rapport uit 2003 het gebruik van ACC in druk verkeer af.

## Verdere ontwikkelingen
Het ACC-systeem is cruciaal bij de integratie van geavanceerde rijhulpsystemen in voertuigen omdat daardoor niveau 1 autonome voertuigen tot stand komen. Deze rijhulpsystemen maken gebruik van de ACC-sensor in de voorbumper om de bestuurder via een akoestisch of visueel signaal te waarschuwen voor een mogelijke botsing. Afhankelijk van het systeem kan naast een waarschuwend signaal ook remkracht bijgegeven worden indien de bestuurder niet genoeg remt, of het systeem kan het voertuig volledig automatisch tot stilstand brengen.
Een aantal studies van constructeurs toont aan dat deze systemen een groot deel van de kop-staartbotsingen kunnen vermijden. Een studie van Mercedes-Benz toont aan dat dergelijke remsystemen 20% van de kop-staartbotsingen kunnen vermijden.

## Verschillende benamingen
ACC is beschikbaar onder verschillende benamingen:
- Adaptive Cruise Control
- Intelligent Cruise Control of ICC
- Autonomous Intelligent Cruise Control of AICC
- Distronic
- Distance Control
- Radar Cruise Controle